# Smetišnica
Smetišnica je priprava, na katero se pri pometanju poberejo smeti.
Do druge svetovne vojne so največ uporabljali lesene smetišnice. Sestavljene so iz dolgega ročaja, ki se je spodaj razširil v zadnjo stranico, pritrjeno k dnu. Ob straneh sta bili dodani trikotni, polkrogli ali konkavno obžagani deski. Take smetišnice so se ohranile za pometanje na dvoriščih. V času med obema svetovnima vojnama so prišle v rabo industrijsko izdelane pločevinaste in nizke smetišnice, v zadnjem obdobju so povečini plastične. 